# ExpressCard

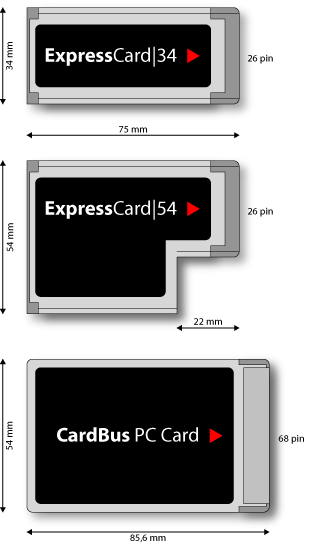
De haut en bas : aspect et dimensions des cartes ExpressCard 34 et 54 face à une PC-Card

ExpressCard est un format de carte d'extension pour ordinateur portable qui remplace le format PC-Card, tous deux ayant été développés par la Personal Computer Memory Card International Association. Le sigle PCMCIA reste d'ailleurs couramment utilisé aujourd'hui pour désigner les cartes d'extensions sur des ordinateurs portables. Il est compatible avec l’une ou l’autre des interfaces PCI-Express et USB.
Les cartes sont enfichables « à chaud » (hotplug).
Le format ExpressCard 54 est un peu moins long que le PC Card de type II (54 × 75 × 5 millimètres contre 85,6 mm de longueur). Le format ExpressCard 34 se limite à 34 mm de largeur.